# Delia curvipes
Delia curvipes är en tvåvingeart som först beskrevs av Malloch 1918.  Delia curvipes ingår i släktet Delia och familjen blomsterflugor. Inga underarter finns listade i Catalogue of Life.